# Kallima inachus
Kallima inachus is een vlinder uit de familie Nymphalidae. De wetenschappelijke naam van de soort is voor het eerst geldig gepubliceerd in 1836 door Jean Baptiste Boisduval. Ze worden ook wel bladvlinders genoemd.

## Kenmerken
De glimmend blauwe bovenzijde van de vleugels vertoont een oranje band. De bruine onderzijde vertoont veel gelijkenis met een dor blad met hoofdnerf. Aan de achtervleugels bevindt zich een staartje, dat de steel van het blad voorstelt.

## Leefwijze
De vlinder drinkt het sap van rottende vruchten. Wanneer de vlinder zijn vleugels gesloten houd, kan men hem amper onderscheiden tussen de omgeving. Mocht een predator te dichtbij komen, vouwt hij de vleugels open en schrikt de aanvaller af met de felle kleuren.

## Verspreiding en leefgebied
Deze vlindersoort komt voor in India, Pakistan, Myanmar, China en Taiwan in regenwouden langs rivieroevers.

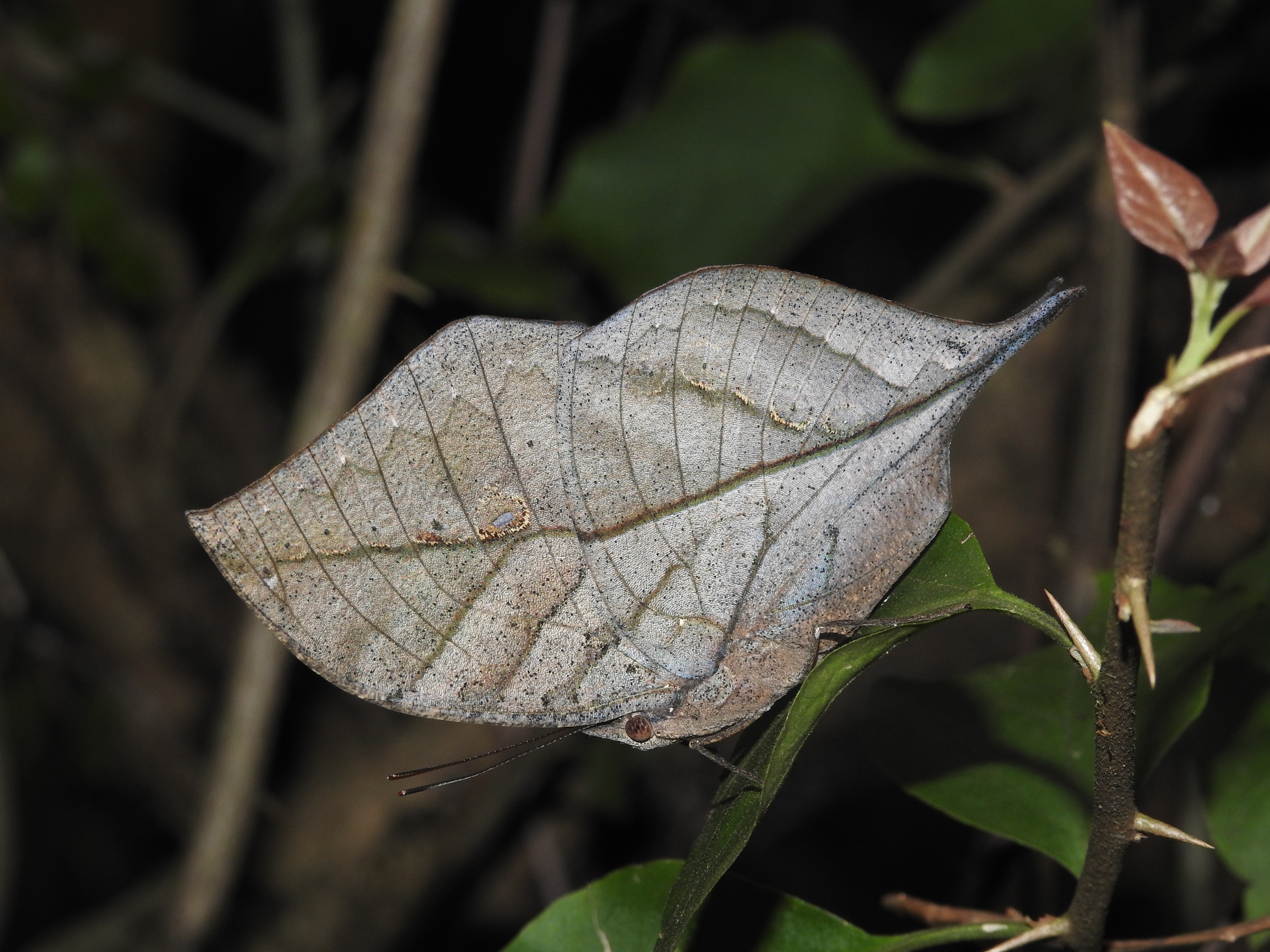
Buitenzijde van de vleugels.